# Villiers-sur-Chizé
Villiers-sur-Chizé település Franciaországban, Deux-Sèvres megyében. Lakosainak száma 156 fő (2022. január 1.). Villiers-sur-Chizé La Villedieu, Brieuil-sur-Chizé, Chizé, Ensigné és Villefollet községekkel határos.

## Népesség
A település népessége az elmúlt években az alábbi módon változott:
| Lakosok száma | 162  | 160  | 165  | 160  | 158  | 157  | 155  | 157  | 156  |
|               | 2013 | 2015 | 2016 | 2017 | 2018 | 2019 | 2020 | 2021 | 2022 |